# 太平洋高気圧
太平洋高気圧（たいへいようこうきあつ、英語: Pacific High）は、太平洋に発生する温暖な高気圧である。亜熱帯高気圧（サブハイ）の内の一つ。北太平洋に存在する北太平洋高気圧（きたたいへいようこうきあつ、North Pacific High）と、南太平洋に存在する南太平洋高気圧（みなみたいへいようこうきあつ, South Pacific High）の2つがある。日本において単に「太平洋高気圧」と言う場合北太平洋高気圧を指す。また、大西洋ではアゾレス高気圧がこれに相当する。
北太平洋高気圧の中心はハワイ諸島近辺、北東太平洋上にあり、東西に張り出して、東側ではアメリカ合衆国西海岸に年間を通じて温暖で乾燥した気候をもたらし、西側では夏の日本の天気を支配する。その他の季節にも影響を及ぼすことがあり、冬に勢力が強いときは寒気の南下を妨げることがある。広大な太平洋高気圧のうち、日本の南海上付近のものは小笠原諸島付近に中心を持つことが多いことから小笠原高気圧（おがさわらこうきあつ、Ogasawara High）とも呼ばれる。

## 成因
亜熱帯高気圧は太平洋特有のものではなく、北大西洋のアゾレス高気圧の他、南半球にも同様のものがある。これらの高気圧は地球規模の大気の大循環の一環として生成するものである。夏だけではなく年中存在する（夏だけしか存在しないと誤解されやすいが、それは正しくない）。
赤道付近は強い日射のために暖められた海面や地上の空気が上昇し、対流圏界面まで達すると両極に向かって流れるが（ハドレー循環）、地球自転の影響を受けて次第に東寄りに向きを変え、北緯30度付近に来ると偏西風(亜熱帯ジェット気流)となり、赤道から来る空気が滞留、積もるため、地上に高気圧を形成し、余分な空気が下降気流となって海面（地表）付近に達して周囲に吹き出す。北太平洋海域の北太平洋高気圧は、夏季に最盛期を迎え、小笠原諸島方面から日本付近に張り出す小笠原気団を形成する。

## 性質
北半球では、夏期には大陸は熱せられて全体が低圧部となり、冬期はユーラシア大陸ではシベリア高気圧が発達するためこうした高気圧帯は寸断されて大洋上に孤立して見られるが、陸地の少ない南半球では高気圧の帯が取り巻いているのがわかる。
北半球においても、砂漠地帯は一般に亜熱帯高気圧帯の下に見られる。亜熱帯高気圧の圏内では下降気流があるため空気が乾燥し、降雨がほとんど無いためである。冬季のシベリア高気圧の上限がせいぜい上空2kmから3kmであり、「背の低い高気圧」と呼ばれるのに対して、この高気圧は上限が10km以上に達し、対流圏の上層部から下降流が発生しているため、「背の高い高気圧」と呼ばれる事もある。
高気圧の勢力圏内は海上でも雲の無い晴天域が広がるが、周辺部では、温められた海面から発生した水蒸気が高気圧からの風で運ばれるため、湿度の高い気候になる。
日本列島も、太平洋高気圧（狭義には小笠原高気圧）の圏内に入れば乾燥した高温の晴天となるが、周辺部に入ると蒸し暑く、湿った気流の流入によって雷雨が起こりやすくなり、前線や、上層への寒気の流れ込みと重なると豪雨となって災害が起こる場合もある。小笠原高気圧を構成する小笠原気団は海洋にあるため高温・多湿と説明されることが多いが、夏季はその温度の割に湿度が低いため、乾燥する。仮に、小笠原諸島周辺に大陸があったと仮定すれば、砂漠になっていた可能性がある。

## チベット高気圧との関連
日本列島付近は太平洋高気圧の勢力範囲としてはむしろ周辺部に当り、この高気圧のために定常的に高温乾燥気候が持続する事は少ないが、夏期にチベット高原の上空の圏界面近くに発達するチベット高気圧が、時に西日本付近にまで伸びてくることがあり、その場合は太平洋高気圧の更に上層部に高気圧が重なる形になるので、高気圧の背が更に高くなり、しかも安定する。そのため主に西日本を中心に高温で雨の降らない状態が長続きし、深刻な干ばつ・渇水をもたらす事がある。